# Saint-Gourson
 Saint-Gourson  là một xã ở tỉnh Charente phía tây nước Pháp. Xã này có diện tích 10,09 km², dân số năm 1999 là 136 người. Khu vực này có độ cao trung bình 130 mét trên mực nước biển.